# Roman Gutek
Roman Gutek (ur. 7 czerwca 1958 w Piotrkowie, woj. lubelskie) – polski działacz kulturalny, twórca Warszawskiego Festiwalu Filmowego i współzałożyciel firmy Gutek Film.

## Życiorys
Studiował na Wydziale Zarządzania Uniwersytetu Warszawskiego oraz w Instytucie Sztuki PAN, gdzie uczestniczył w seminarium z antropologii kina prowadzonym przez prof. Aleksandra Jackiewicza.
W trakcie studiów zaangażował się w działalność Dyskusyjnego Klubu Filmowego „Ubab”, przerwaną po wprowadzeniu stanu wojennego. Po zniesieniu stanu wojennego ponownie podjął działalność w DKF w ramach studenckiego klubu „Hybrydy”. Zaangażował się zwłaszcza w popularyzację kinematografii zachodniej. Współorganizował wiele przeglądów (m.in. retrospektywę nowego kina niemieckiego Niemcy jesienią w 1984), debat i spotkań z twórcami.
W 1985 zorganizował I Warszawski Tydzień Filmowy. Do 1990 był dyrektorem kolejnych edycji Warszawskiego Tygodnia Filmowego, a następnie doprowadził do jego przekształcenia w Warszawski Festiwal Filmowy. Dyrektorem WFF był do 1992. W 1990 był jednym z założycieli Fundacji Sztuki Filmowej, w której w latach 1990–1994 pełnił funkcję dyrektora dystrybucji.
Od 1994 jest właścicielem firmy Gutek Film, zajmującej się dystrybucją kina niezależnego. Od tego samego roku jest również właścicielem kina „Muranów” w Warszawie. W latach 1995–2000 zasiadał jako dyrektor programowy w zarządzie Festiwalu Filmowego i Artystycznego Lato Filmów w Kazimierzu Dolnym.
Od 2001 jest głównym organizatorem festiwalu filmowego Nowe Horyzonty, którego pierwsza edycja odbyła się w Sanoku, kolejne cztery w Cieszynie, a od 2006 odbywającego się we Wrocławiu, a także American Film Festival odbywającego się we Wrocławiu od 2010.
Roman Gutek wprowadził na ekrany polskich kin filmy takich reżyserów, jak Pedro Almodóvar, Peter Greenaway, Jim Jarmusch, Lars von Trier, Derek Jarman czy Mike Leigh.
Roman Gutek był również zaangażowany w projekt Europejskiej Stolicy Kultury Wrocław 2016, gdzie pełnił rolę kuratora do spraw filmu.

## Nagrody i wyróżnienia
- 2002 – Paszport „Polityki” w kategorii Kreator kultury
- 2003 – Order Sztuk Pięknych i Literatury nadany przez ministra kultury Francji (za propagowanie kina francuskiego w Polsce i wzmacnianie kontaktów polsko-francuskich)
- 2004 – „Wdecha” (nagroda warszawskiej redakcji „Co jest grane?” Gazety Wyborczej) w kategorii „Człowiek roku”
- 2013 – Laureat Złotego artKciuka, przyznanego na Interdyscyplinarnym Festiwalu Sztuk Miasto Gwiazd w Żyrardowie, za wyjątkowy wkład w rozwój świadomości filmowej polskiego społeczeństwa.[3]
- 2017 – Krzyż Zasługi na Wstędze Orderu Zasługi RFN – za wieloletnie zasługi w promowaniu niemieckiej sztuki filmowej w Polsce[4]
- 2017 – Kawaler Orderu Gwiazdy Włoch – za przyczynienie się w znaczący sposób do upowszechniania najlepszych dzieł włoskiej sztuki filmowej w Polsce[5]